# Мёц
Мёц (нем. Mötz) — коммуна в Австрии, в федеральной земле Тироль.
Входит в состав округа Имст. Площадь общины составляет 5,86 км², население — 1308 человек (1 января 2021), плотность населения — 213 чел./км². Официальный код — 70 211.

## Население
| Год  | Численность |
| ---- | ----------- |
| 1869 | 466         |
| 1889 | 470         |
| 1890 | 442         |
| 1900 | 428         |
| 1910 | 435         |
| 1923 | 412         |
| 1934 | 499         |
| 1939 | 494         |
| 1951 | 635         |
| 1961 | 668         |
| 1971 | 688         |
| 1981 | 922         |
| 1991 | 1070        |
| 2001 | 1172        |
| 2011 | 1244        |
| 2021 | 1308        |

## Политическая ситуация
Бургомистр коммуны — Бернхард Крабахер (АНП) по результатам выборов 2004 года.
Совет представителей коммуны (нем. Gemeinderat) состоит из 11 мест.
- АНП занимает 8 мест.
- СДПА занимает 3 места.